# 邓勇
邓勇（1961年7月—），男，汉族，北京人，中华人民共和国政治人物。中共北京市委党校大学学历。

## 生平
1977年1月参加工作，1979年10月加入中国共产党。1981年部队转业至北京市公安局海淀分局工作10年，1991年调入国安系统工作，先后任国家安全部维护社会政治稳定办公室主任，17局副局长、局长，新疆维吾尔自治区国家安全厅党委书记、厅长。
2015年5月，任四川省人民政府副省长、四川省公安厅党委书记、厅长，省委政法委副书记。2017年3月，任中共四川省委常委、副省长，省公安厅党委书记、厅长，省委政法委副书记。2017年4月，兼任中共四川省委政法委书记，同年6月辞去四川省副省长职务。2022年1月，当选为四川省人大常委会副主任。2022年5月卸任四川省委常委职务，同年7月卸任省委政法委书记职务。